# أمين الحق
الدكتور أمين الحق مواطن أفغاني وطبيب مدرب. وبحسب ما ورد كان حارسًا شخصيًا سابقًا لأسامة بن لادن ومنسقًا أمنيًا. قُبض عليه في لاهور في باكستان أوائل يناير 2008. وأطلق سراحه من الحجز الباكستاني في سبتمبر 2011 لعدم كفاية الأدلة. وصرح مسؤولون باكستانيون بأن صلات الحق بالقاعدة «لا يمكن إثباتها»، كما أنه «ليس بصحة جيدة». ونقلت صحيفة «التلغراف» البريطانية عن مسؤول أمني باكستاني كبير قوله للصحيفة «إن الحق اعتقل عن طريق الخطأ، وبالتالي فشلت الشرطة في إثبات أي تهمة تتعلق بعلاقته بأسامة بن لادن وأطلقت المحكمة سراحه». وتكهن المحلل رحيم الله يوسفزئي بقوله: «لم يكن بإمكانهم إطلاق سراحه إلا أنه ربما لم يكن هناك دليل حقيقي أو أنه لم يكن بهذه الأهمية».
في أواخر أغسطس 2021 عاد الحق علنًا إلى إقليم ننكرهار بأفغانستان.